# Атанас Пантев
Атанас Атанасов Пантев е български офицер (полковник) и юрист.

## Биография
Роден е на 16 февруари 1892 г. в Белоградчик. През 1913 г. завършва Военното училище в София. Участник във войните за национално обединение. Започва служба в трети пехотен полк. От 1930 г. е командирован в Пловдивския военен съд, а от 1931 г. е постоянен негов член. През 1932 г. е командирован като военен следовател в Софийски военен съд, а на следващата година става постоянен член на Софийския областен военен съд. През 1935 г. става юрисконсулт в Министерството на войната. От 1938 г. е председател на Пловдивския военен съд. През 1939 г. е началник на Военносъдебно отделение.
По времето на пакта Молотов – Рибентроп, по препоръка на Любомир Лулчев, Борис III го назначава за Директор на полицията за провеждане на по-твърда линия към англофилската опозиция и по-неутрална към комунистите. Председател е на Софийския военно-полеви съд. Поддържа дейни връзки с германски официални и тайни служби, като от началото на 1941 г. споделя критиките срещу Борис III и правителството, че не са заели полагаемото място на България във Втората световна война на страната на нацистка Германия. Осъжда на смърт за въоръжена противодържавна дейност полковника от Червената армия Цвятко Радойнов и още 17 комунистически функционери по дела 168/42 г. и 133/42 г.. Пенсионира се в 1942 г. и става адвокат. Ползва се с влияние сред нацистките среди. 
Атанас Пантев е убит в поредицата атентати, организирани от бойните групи на Българската комунистическа партия, ръководени от Славчо Радомирски, при която загиват също генерал Христо Луков и народния представител Сотир Янев. Той е застрелян на 3 май 1943 г. във входа на кооперацията на булевард „Адолф Хитлер“ (днес „Евлоги Георгиев“) №52, в която живее. Убийството е извършено от Величко Николов и Митка Гръбчева, прикривани от Виолета Якова и Леон Калаора.
След Деветосептемврийския преврат през 1944 г. е посмъртно съден и най-изненадващо оправдан от т.нар. Народен съд.

## Военни звания
- Подпоручик (22 септември 1913)
- Поручик (5 октомври 1916)
- Капитан (1919)
- Майор (31 октомври 1930)
- Подполковник (1 ноември 1934)
- Полковник (1 ноември 1938)